# Эрдут
Эрдут (хорв. Erdut, серб. Ердут) — община и населённый пункт в Хорватии.
Община Эрдут находится в восточной части Хорватии в Осиецко-Бараньской жупании. Община располагается в 30 км от города Осиек.

## География
В состав общины входят следующие населённые пункты (данные о населении на 2011 год):
- Эрдут — 805 чел.
- Даль — 3 937 чел.
- Биело Брдо — 1 961 чел.
- Альмаш — 605 чел.

## Демография
Население общины составляет 7 308 человек по переписи 2011 года. Национальный состав выглядит следующим образом:
- 54,56 % сербы — 3 987 чел.
- 37,96 % хорваты — 2 774 чел.
- 5,06 % венгры — 370 чел.
- 0,33 % немцы — 24 чел.
- 0,22 % македонцы — 16 чел.
- 0,15 % цыгане — 11 чел.